# Juan Röhl
Juan Armando Röhl Montes (* 28. September 1973 in Caracas) ist ein venezolanischer Schachspieler.

## Leben
Juan Röhl besuchte bis 1986 die Schule Unidad Educativa Colegio Americano de Caracas und absolvierte 1990 die Unidad Educativa Nuestra Señora del Rosario. Am Campus der Universidad Central de Venezuela in Maracaibo graduierte er 2002 in Wirtschaftswissenschaft (Administración Comercial). Im Anschluss studierte er in Barcelona, Spanien. Dort graduierte er 2008 in Sportmanagement an der EAE Business School und im selben Jahr in Betriebswirtschaftslehre (Administración de Empresas) an der Universitat Politècnica de Catalunya. Seit 2011 arbeitet er als Vizepräsident der Wissenschaftsstiftung La Salle de Ciencias Naturales in Caracas.
Juan Röhl ist verheiratet und hat einen Sohn und zwei Töchter.

## Erfolge
1994 und 1999 konnte er die venezolanische Einzelmeisterschaft gewinnen. Beim Carlos-Torre-Gedächtnisturnier im mexikanischen Mérida 1995 qualifizierte er sich zwar für die K.-O.-Runde, schied dort jedoch aus, im Dezember desselben Jahres belegte er beim Zonenturnier in San Salvador den dritten Platz, wofür er den Titel Internationaler Meister erhielt, der ihm 1996 verliehen wurde.
Für die venezolanische Nationalmannschaft spielte er bei sieben Schacholympiaden: 1994, 1998, 2000, 2002, 2004, 2014 und 2022; er erzielte dabei 41 Punkte aus 81 Partien (+27 =28 −26). 1998, 2000, 2004 und 2022 spielte er dabei am Spitzenbrett. Außerdem nahm er mit Venezuela an der panamerikanischen Mannschaftsmeisterschaft 2000 teil.
Mannschaftsschach spielte er zum Beispiel 2008 in der katalanischen Liga.
Seine Elo-Zahl beträgt 2380 (Stand: Juli 2025). Damit läge er auf dem vierten Platz der venezolanischen Elo-Rangliste, wird jedoch als inaktive gelistet, da er seit der venezolanischen Einzelmeisterschaft im Februar 2024 keine Elo-gewertete Partie mehr gespielt hat. Juan Röhls bisher höchste Elo-Zahl war 2416 von April 2006 bis Dezember 2007.